# 얀 고메스

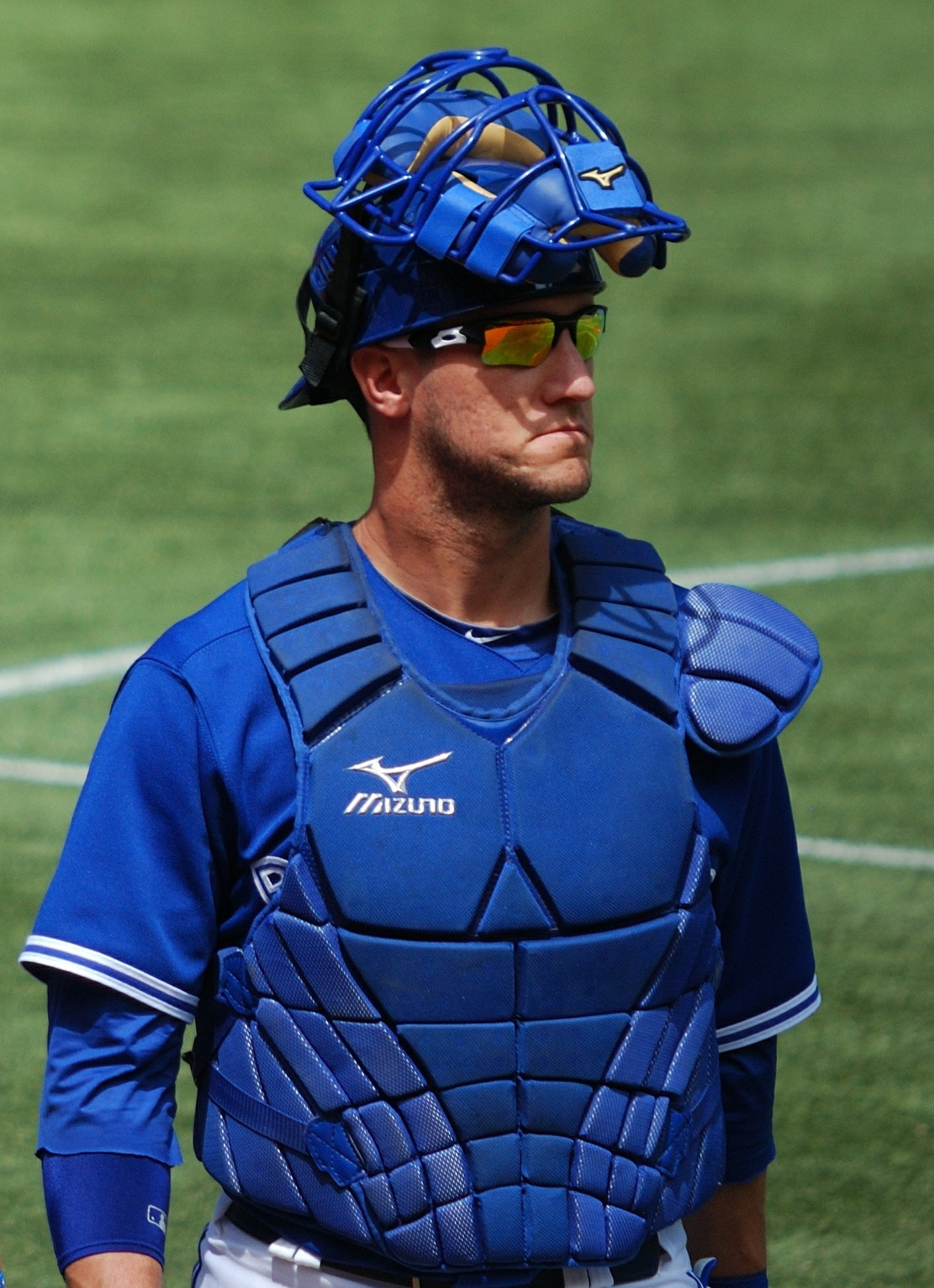
Yan은 토론토 블루제이스에서 MLB 경력을 시작했다.

얀 고메스(Yan Gomes, Mogi das Cruzes, 상파울루시 모지다스크루지스, 1987년 7월 19일)는 브라질 출신 프로 야구 선수이다.
현재 그는 시카고 컵스에서 포수 포지션으로 활동하고 있다. 그는 이전에 클리블랜드 인디언스( 현재는 클리블랜드 가디언스로 팀명 변경)로 이적하기 전까지 토론토 블루제이스에서 활동하다가 뒤이어 트레이트되어 워싱턴 내셔널스로 이적했다. 토론토 팀은 2009년 MLB 드래프트 10라운드에서 고메스를 선택했다. 그의 데뷔는 2012년이었고, MLB에서 뛰는 역사상 최초의 브라질 출신 야구 선수가 되었다. 그는 2012년 블루제이스에서, 2013년부터 2018년까지 인디언스에서 활동했다. 그는 2019시즌을 앞두고 내셔널스로 트레이드되어 내셔널스와 함께 월드시리즈 우승을 차지했다. 얀 고메스는 2015년 캔자스시티 로열스 소속 파울로 올랜도 에 이어 월드 시리즈에서 우승한 두 번째 브라질 출신 선수이다. MLB 최초의 브라질 출신 선수일 뿐만 아니라 올스타전 에도 참가한 최초의 브라질 출신 선수였다.

## 아마추어 시절

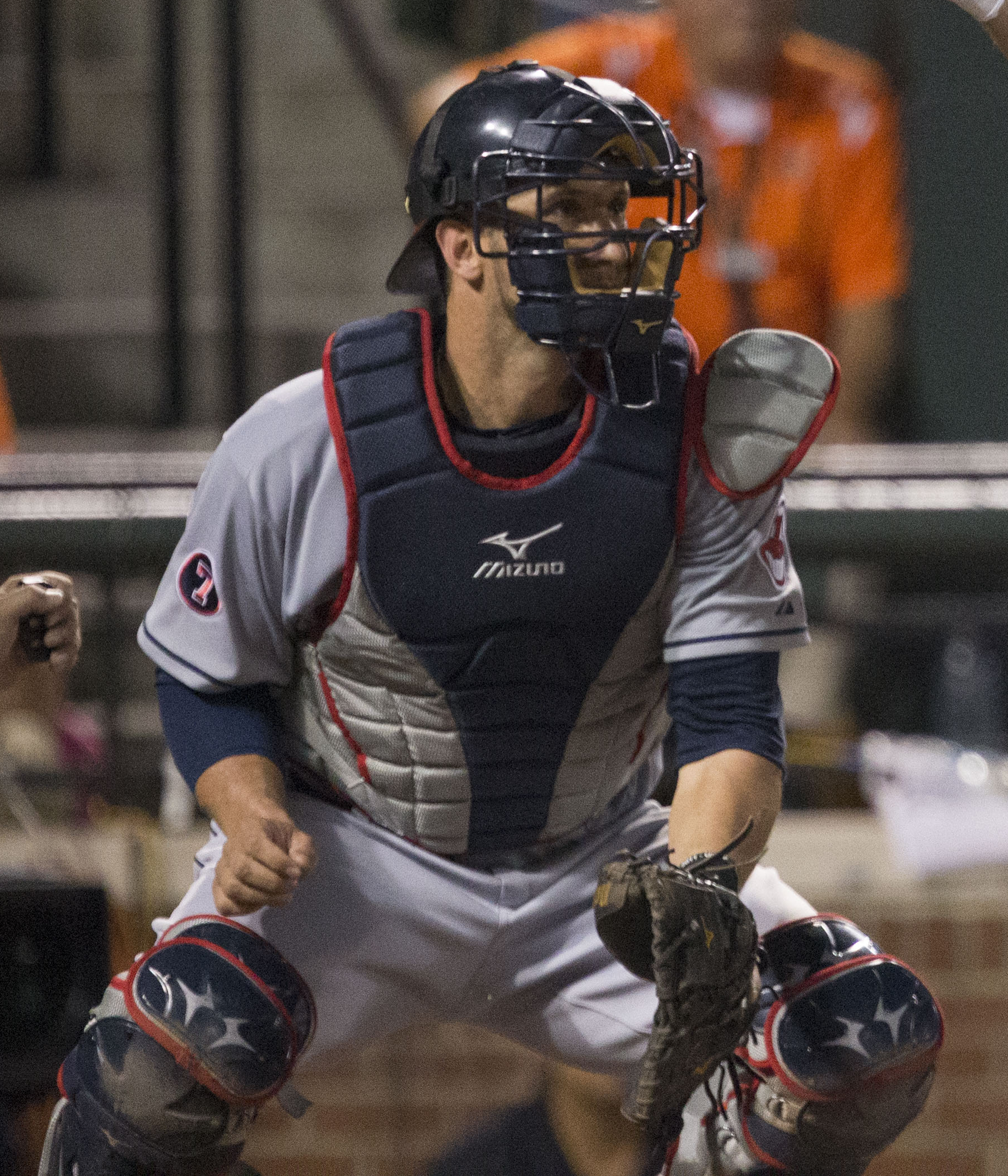
클리블랜드 인디언스 포수 얀 고메스

얀 고메스는 플로리다 주 마이애미에 있는 마이애미 사우스리지 고등학교에 다녔으며 그곳에서 학교 야구부에서 활동했다. 그는 테네시 대학교에 입학하여 테네시의 발런티어스의 일원으로 활동하였으며, 이 팀은 미국 남동부 회의에 속한 전미대학체육협회(NCAA:National Collegiate Athletic Association) 1부 리그에서 경기를 했다.  그는 테네시에서 유격수를 제외하고 필드에서 여러 포지션을 뛰기 시작했다. 테네시에서 첫 시즌을 보낸 후 그는 NCAA 1부리그 Freshman All-American으로 선정되어 큰 영광을 누렸다.
얀은 MLB 드래프트 39라운드에서 보스턴 레드삭스에 지명되었지만 계약을 하지 않았다. 발런티어스에서 두 시즌을 보낸 후 고메스는 베리 대학교로 편입하여 베리 부카니어스에서 대학 경력을 이어갔다. 그는 92개의 타점과 총 172개의 베이스를 기록하며 학교 기록을 세웠다. 그는 All-South 지역 팀에 지명되었으며 올해의 All-South 선수 및 All-American으로도 선정되는 영예를 안았다. 주니어 시즌 이후 얀은 2009년 MLB 드래프트 10라운드에서 토론토 블루제이스의 선택을 받아 계약을 맺었다.

## 프로 시절

### 토론토 블루제이스
고메스는 2009년 블루제이스 팀 소속으로 GCL에서 프로 데뷔를 하였다.  프로 첫 3시즌 동안 고메스는 대부분의 시간을 백업 포수로 보냈으나 곧 1루수와 3루수 포지션의 기회를 얻기 시작했다.
2012년 시즌 초에 라스베가스에서 타율 0.359(131타수 47안타), 5홈런, 22타점을 기록한 고메스는 2012년 5월 17일 블루제이스의 1군 엔트리에 들어갈 수 있었다. 이날 MLB 데뷔전을 치른 후 고메스는 MLB 역사상 최초의 브라질 출신 선수가 되었다. . 이 게임에 사용된 그의 셔츠와 모자는 현재 그의 역사적인 업적을 기리기 위해 미국 야구 명예의 전당에 전시되었다. 같은 날 고메스는 뉴욕 양키스(투수 필 휴즈)를 상대로 자신의 MLB 첫 안타를 기록했다. 2012년 5월 18일, 고메스는 뉴욕 메츠(투수 존 니스)를 상대로 MLB 첫 홈런을 터뜨려 14-5로 승리했습다. 고메스는 5월 27일 라스베가스로 돌아와 AAA 시즌 동안 8경기에서 5안타, 22타석, 2홈런을 기록했다. 라스베가스 51s 시즌이 끝난 후 9월 7일 블루제이스 1군 명단으로 리콜되었다.

### 클리블랜드 인디언스
2012년 11월 3일, 블루제이스와 클리블랜드 인디언스는 고메스와 마이크 아빌레스를 에스밀로저스와 1대2 트레이드를 하겠다고 발표하였다. 인디언스는 2013년 4월 9일 콜럼버스 클리퍼스 트리플A에서 고메스를 소환했다. 인디언스에서 얀 고메스의 첫 안타는 2013년 4월 13일 시카고 화이트삭스를 상대로 한 홈런이었다. 고메스는 2013년 7월 30일 MLB 역사상 최초의 브라질 출신 투수인 안드레 리엔조를 상대했는데, 이는 메이저리그에서 처음으로 두 명의 브라질 출신 선수가 대결한 순간이었다.  경기를 중계하는 미국 해설자들은 이 사건에 대해 축하를 해주었고, 그들은 경기 중에 포르투갈어로 소개를 시작하면서 두 명의 브라질 선수를 환영했다.
2014년 3월 31일, 얀 고메스는 인디언스와 6년 2,300만 달러 계약을 체결했다.

### 월드 베이스볼 클래식
고메스는 브라질 야구 국가대표팀이 처음으로 월드 베이스볼 클래식 (World Baseball Classic) 예선을 통과할 수 있도록 도왔다. Yan은 브라질 예선 팀에서 유일한 MLB 선수였지만, 그룹 내 다른 팀에는 다수의 메이저리그 선수들이 있었다. 그는 클리블랜드 인디언스의 선발 명단에 오르는 것에 집중하기 위해 2013년 월드 시리즈에 참가하지 않기로 결정했다. 현재 그는 많은 안타와 훌륭한 2루 송구의 아이콘 중 한 명으로 두각을 나타내고 있다.